# 박깐
박깐시(베트남어: Thành phố Bắc Kạn / 城舖北𣴓)는 베트남 동북부 지방 박깐성의 성도이다. 면적은 2015년을 기준으로 137.95km2, 인구는 57,800명이다.

## 역사
박깐(北𣴓)은 1878년 흑기군의 혼란을 틈타 리융최가 반란을 일으키자 1880년 응우옌 왕조의 정병들을 위한 요새로 세워졌다. 요새의 함락과 탈환이 이어지고, 그의 잔당들 중 일부가 리우지핑 휘하에서 재정비되어 5000명의 병력으로 이곳을 공격해 왔다. 1881년 당시 이곳을 방어하던 안남군은 300명에 지나지 않았다.

## 행정구역
박깐시는 6개의 프엉(坊)과 2개의 싸(社)를 관할한다.

### 프엉
- 둑쑤언 (Đức Xuân /德春)
- 후옌뚱 (Huyền Tụng /弦誦)
- 응웬 티 민 카이 (Nguyễn Thị Minh Khai /阮氏明開 )
- 풍찌끼엔 (Phùng Chí Kiên /馮志堅)
- 손꺼우 (Sông Cầu /瀧梂)
- 쑤앗화 (Xuất Hóa /率化)

### 싸
- 즈엉꽝 (Dương Quang /楊珖 )
- 농트엉 (Nông Thượng / 農上)

## 기후
박깐시는 베트남 북부 산악 지역 기후에 영향을 받는다. 열대 지방의 높은 열대성 배경과 큰폭의 계절 순환을 경험한다. 겨울은 10월부터 이듬해 3월까지이며, 지형 조건과 결합하여 춥고 낮은 기온, 건조한 날씨가 된다. 여름은 4월에서 9월까지이며, 덥고, 습하며, 비오는 날들이 이어진다.
| 박깐시의 기후                      | 박깐시의 기후 | 박깐시의 기후 | 박깐시의 기후 | 박깐시의 기후 | 박깐시의 기후 | 박깐시의 기후 | 박깐시의 기후 | 박깐시의 기후 | 박깐시의 기후 | 박깐시의 기후 | 박깐시의 기후 | 박깐시의 기후 | 박깐시의 기후 |
| 월                                 | 1월           | 2월           | 3월           | 4월           | 5월           | 6월           | 7월           | 8월           | 9월           | 10월          | 11월          | 12월          | 연간          |
| ---------------------------------- | ------------- | ------------- | ------------- | ------------- | ------------- | ------------- | ------------- | ------------- | ------------- | ------------- | ------------- | ------------- | ------------- |
| 역대 최고 기온 °C (°F)             | 30.8 (87.4)   | 35.8 (96.4)   | 36.4 (97.5)   | 37.3 (99.1)   | 40.5 (104.9)  | 39.4 (102.9)  | 37.8 (100.0)  | 37.4 (99.3)   | 36.7 (98.1)   | 34.2 (93.6)   | 32.9 (91.2)   | 31.9 (89.4)   | 40.5 (104.9)  |
| 일평균 최고 기온 °C (°F)           | 19.1 (66.4)   | 19.9 (67.8)   | 23.1 (73.6)   | 27.3 (81.1)   | 31.2 (88.2)   | 32.3 (90.1)   | 32.4 (90.3)   | 32.4 (90.3)   | 31.4 (88.5)   | 28.6 (83.5)   | 25.0 (77.0)   | 21.6 (70.9)   | 27.0 (80.6)   |
| 일일 평균 기온 °C (°F)             | 14.8 (58.6)   | 16.1 (61.0)   | 19.3 (66.7)   | 23.1 (73.6)   | 26.2 (79.2)   | 27.4 (81.3)   | 27.5 (81.5)   | 27.1 (80.8)   | 25.9 (78.6)   | 23.1 (73.6)   | 19.3 (66.7)   | 16.0 (60.8)   | 22.2 (72.0)   |
| 일평균 최저 기온 °C (°F)           | 12.1 (53.8)   | 13.7 (56.7)   | 16.9 (62.4)   | 20.3 (68.5)   | 22.7 (72.9)   | 24.1 (75.4)   | 24.4 (75.9)   | 24.1 (75.4)   | 22.6 (72.7)   | 19.8 (67.6)   | 15.9 (60.6)   | 12.6 (54.7)   | 19.1 (66.4)   |
| 역대 최저 기온 °C (°F)             | −0.9 (30.4)   | 2.4 (36.3)    | 4.9 (40.8)    | 10.4 (50.7)   | 14.9 (58.8)   | 16.5 (61.7)   | 18.7 (65.7)   | 19.8 (67.6)   | 13.7 (56.7)   | 8.5 (47.3)    | 4.0 (39.2)    | −1.0 (30.2)   | −1.0 (30.2)   |
| 평균 강수량 mm (인치)              | 22 (0.9)      | 29 (1.1)      | 55 (2.2)      | 113 (4.4)     | 184 (7.2)     | 272 (10.7)    | 280 (11.0)    | 277 (10.9)    | 149 (5.9)     | 86 (3.4)      | 42 (1.7)      | 19 (0.7)      | 1,527 (60.1)  |
| 평균 강수일수                      | 9.2           | 9.8           | 13.2          | 14.2          | 15.5          | 17.4          | 19.1          | 18.9          | 13.0          | 10.1          | 7.3           | 5.9           | 153.6         |
| 평균 상대 습도 (%)                 | 81.7          | 81.4          | 83.0          | 83.3          | 82.1          | 84.0          | 85.7          | 86.3          | 84.3          | 82.8          | 82.1          | 81.0          | 83.1          |
| 평균 월간 일조시간                 | 68            | 54            | 61            | 95            | 167           | 157           | 174           | 175           | 181           | 154           | 127           | 115           | 1,528         |
| 출처: 베트남 과학 기술 양성 연구소 |               |               |               |               |               |               |               |               |               |               |               |               |               |